# 미션 13
《미션 13》(영어: 13 Sins)은 2014년 공개된 미국의 공포 스릴러 영화로, 2006년 태국 코미디 공포 영화 《13》의 리메이크 작품이다.

## 출연
- 마크 웨버
- 데번 그레이
- 톰 바우어
- 루티나 웨슬리
- 론 펄먼
- 조지 코
- 프루잇 테일러 빈스

## 기타 제작진
- 공동 제작: 제이슨 휴잇
- 협력 제작: 찰스 M. 바사미안, 베일리 콘웨이
- 배역: 비너스 카나니, 메리 버뉴, 리사 마리 듀프리
- 미술: 제임스 A. 질라든
- 세트: 브래드퍼드 존슨
- 의상: 마시 렉터
- 음향 디자인: 마이클 베어드
- 시각 효과: 모건 크루츠
- 제작 관리: 브렌던 가스트